# Ніна Франожек
Ніна Франожек (нім. Nina Franoszek; нар. 16 квітня 1963) -  німецька актриса театру і кіно, режисер та модель.

## Біографія
Ніна Франожек народилася 16 квітня 1963 року в Західному Берліні. Мати Ніни (Сабіна Франек) - художниця, батько (Едуард Франожек) - також художник, професор Берлінського університету мистецтв.
Наприкінці 1970-х та на початку 1980-х Франожек працювала моделлю у таких художників як Саломе, Гл.Габріель та Райнер Феттінг. Також Ніна вивчала танець у Віденському університеті музики й виконавського мистецтва. З 1981 року - вивчала сценічне мистецтво у Ганноверській вищій школі музики та театру.
У 1984 році за програмою обміну студентами навчалася в СРСР (Школа-студія МХАТ та ЛДІТМІК). У 1986 році Ніна Франожек отримала ступінь магістра мистецтв (Ганноверська вища школа музики та театру).

## Театр
Франожек досвідчена класична актриса. Вона дебютувала на сцені в місті Гановер в національного театрі міста Гановера, в 1985 році. Вона виконала низку ролей у різних національних театрах зокрема це такі ролі як Аллісен у виставі «Озирнись у гніві», Гані «Хто боїться Вірджинії Вульф?», Дуняша, «У Вишневому саду», Єва, «Розбитий глечик», і багато інших. Також грала головні ролі у російських п'єсах це «Час кохання», Валентина Катаєва, і «Саркофаг», постановника Валентина Губарєва, про Чорнобильску катастрофу. Як член берлінської і англійської театральної групи Berlin Play actor вона зіграла в екзистенціальній п'єсі французького письменника Жана Поля Сартра «Немає виходу». Також Франожек є членом Німецької академії кінематографічних мистецтв і наук, членом Гільдії режисерів Німеччинни, співініціатором і членом гільдії акторів Німеччинни, членом Sag Aftra, членом фонду Вілла Аврора для європейських і американських відносин і була членом на журі вручення премії Еммі з 2007 по 2013 роки.

## Режисерська карєра
У 1999 році Франожек дебютувала як театральний режисер у Pacific Resident Theatre, Лос-Анджелес, з двома пєсами Стрінберга в яких зокрема знялися актори Орсон Бін, Еллі Міллс, і Паула Малкомсон. У 2006 році вона зняла свій перший фільм драму «Він же доктор Спін», з акторами Кароліною Айхгорн, Ніккі фон Темпельхоф, і Юстусом фон Доханні, в головних ролях, прем'єра цього фільму відбулася в травні 2007 року на Канському кінофестивалі, секція німецького кіно.

## Фільмографія
- Доміно (1982)
- Номер 1 (1985)
- Спальня Бастера (1991)
- Тиха ніч (1995)
- Піаніст (2002)
- Біля моря (2004)
- Міріам (2006)
- Марта (2008)

## Телебачення
- Комісар Рекс (серії «Смертельні Тедді» та «Смерть учня» (1994-1998)
- Божевільні (2008)